# Улитка древесная
Улитка древесная (лат. Arianta arbustorum) — вид наземных брюхоногих моллюсков семейства хелицид.

## Строение

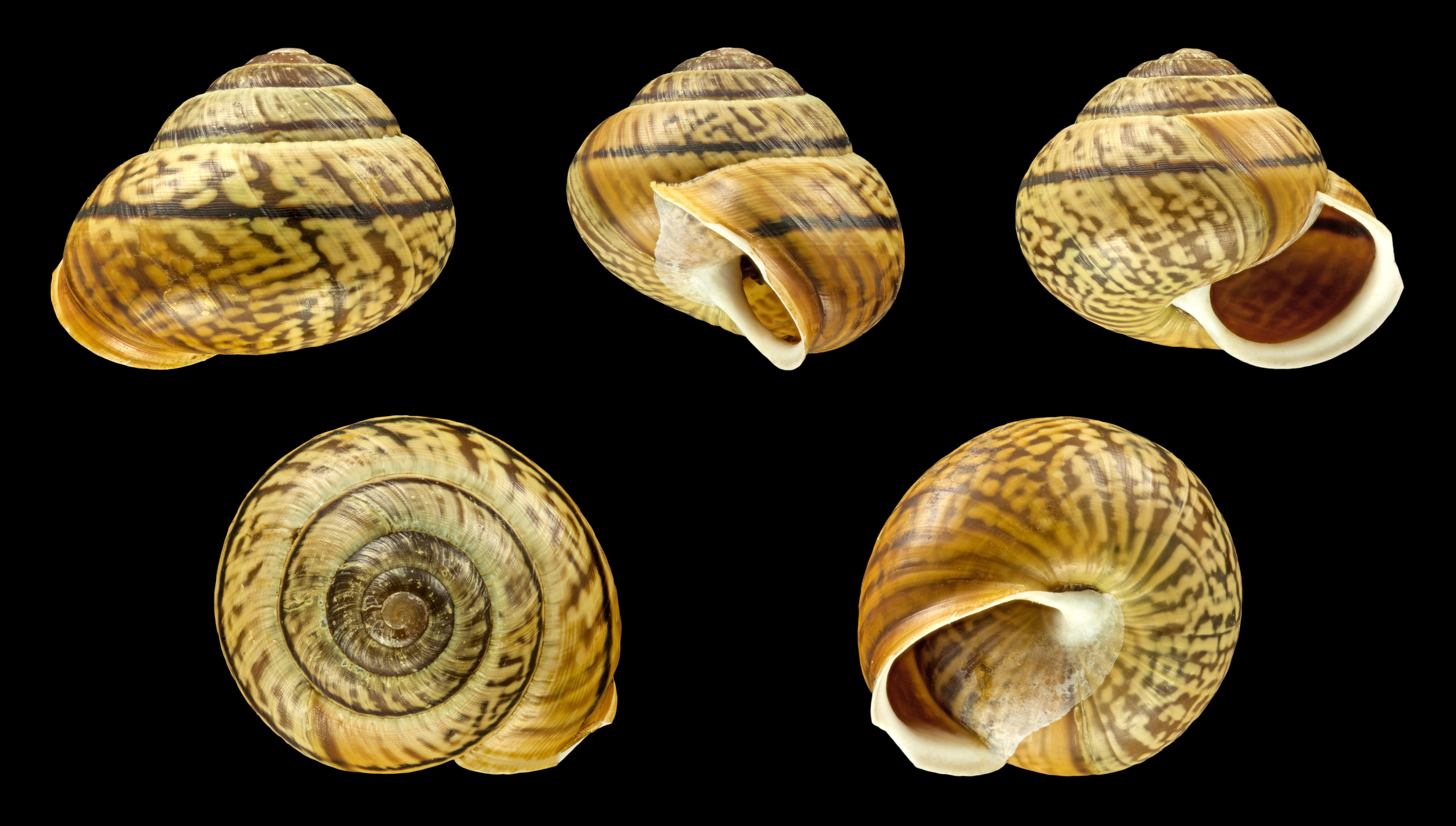
Arianta arbustorum alpicola

У взрослых особей высота раковины колеблется преимущественно в диапазоне от 10 до 23 мм, а её ширина (диаметр) — от 14 до 28 мм. Имеет до 6 оборотов. Раковина шаровидной формы со сглаженным куполообразным завитком. Поверхность неравномерно радиально исчерчена и покрыта частыми спиральными линиями (менее выражены на последнем обороте). Общий фон раковины от жёлтого до коричневого цвета. Наиболее характерным признаком вида является наличие многочисленных хаотично расположенных небольших светлых штрихов и пятен, ориентированных преимущественно вдоль оборота. Кроме того, немного над периферией может проходить тёмная спиральная полоса. Нередко тело моллюска, которое просвечивает сквозь одноцветную раковину, создаёт иллюзию пёстрой (пятнистой) окраски.

## Ареал
Вид распространён преимущественно в Центральной и Северо-Западной Европе. Встречается в горах на высоте до 2700 метров над уровнем моря, в лесах, реже на равнине. Предпочитает влажные места обитания.

## Экология
Arianta arbustorum — эвритопный вид. Природными биотопами обитания данного вида являются влажные широколиственные и мелколиственные леса с густой богатой растительностью и богатой кальцием почвой.
В настоящие время состояние природных популяций данного вида в Европе достаточно стабильно, при этом Arianta arbustorum способна успешно вселяться в антропогенные ландшафты, где образует популяции с высокой плотностью особей (до 200—300 экз. / м2) и характеризуется широким спектром кормовых растений.
В городах Arianta arbustorum заселяет парки, сады, заброшенные участки, заросшие лиственными, где обитает в травяно-кустарниковом ярусе. Коричневая с пестринами раковина достаточно хорошо скрывает особей Arianta arbustorum на фоне подстилки. Избегает Arianta arbustorum участков с луговой растительностью, однако на песчаных дюнах данный вид может также заселять высокотравье.
Особи Arianta arbustorum могут быть активны в широком диапазоне температур (2—28 °C), при этом в наибольшей степени их активность проявляется при достаточно низкой температуре 6 °C и высокой влажности воздуха (100 %).
Неблагоприятные условия моллюски пережидают, эпифрагмировавшись на обратной стороне листьев сныти, избегая эпифрагмироваться на камнях